# Retablo de san Vicente Ferrer (Miguel del Prado)
En el siglo XVI, Miguel del Prado, un artista renacentista español, elaboró el Retablo de San Vicente Ferrer. Este retablo fue encargado por Juan de Enguera antes de su muerte en conmemoración a San Vicente Ferrer, que puso nombre a la capilla de Enguera donde se educó.

## Localización

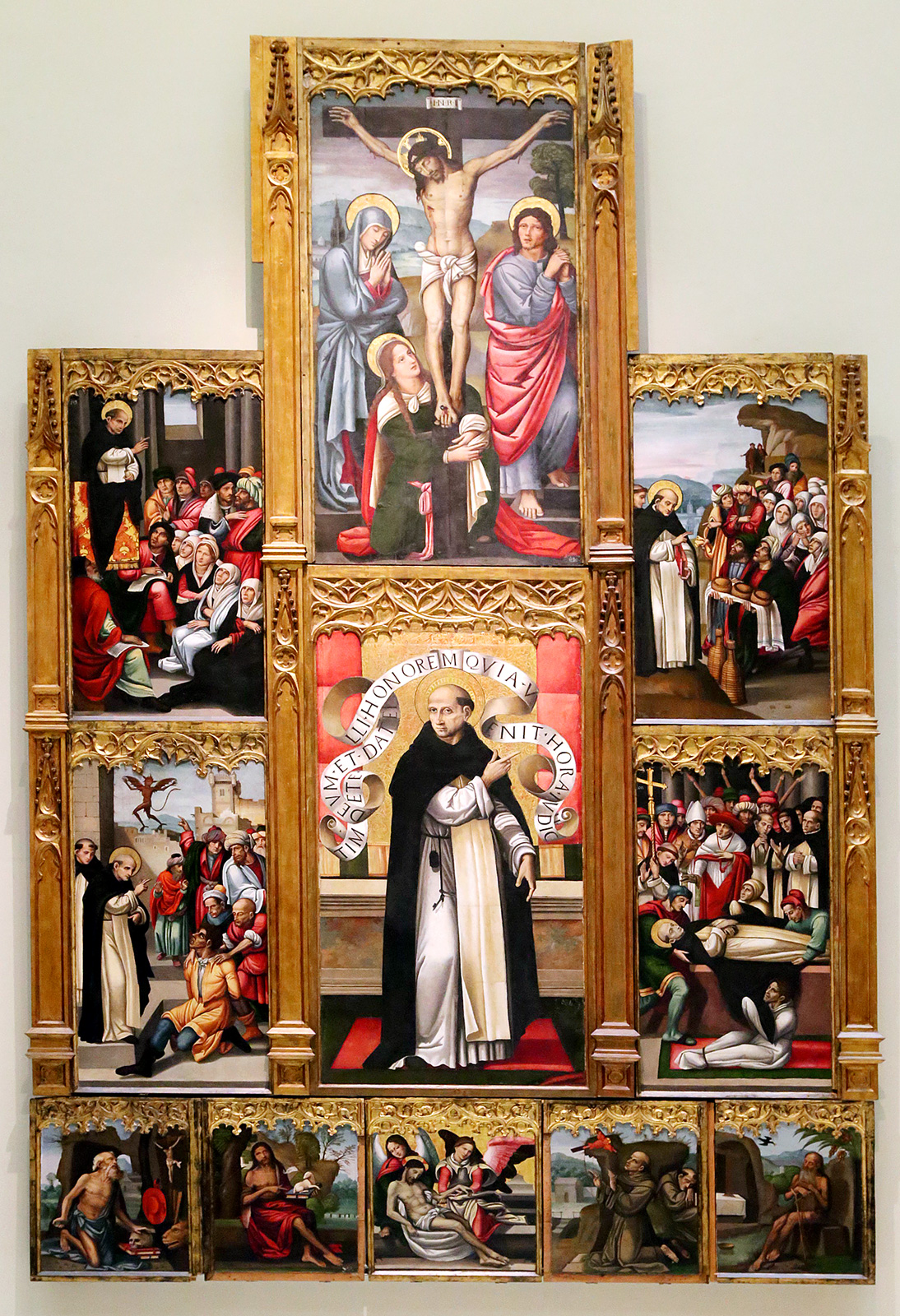

Actualmente está conservado en el Museo de Bellas Artes de Valencia donde fue trasladado tras la desamortización del Convento de San Onofre de Museros.

## Descripción y Análisis estilístico

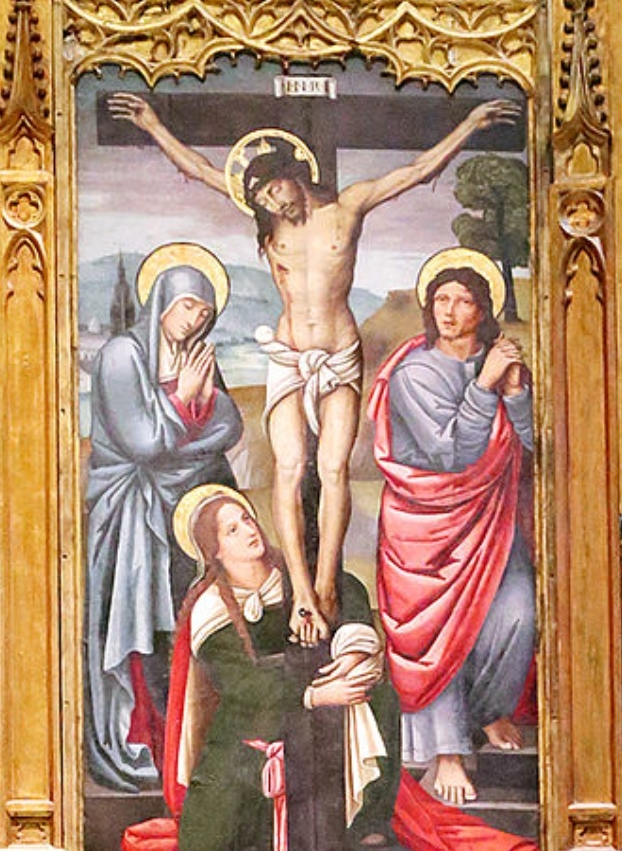

Este retablo ha sido realizado mediante la técnica de óleo sobre tabla y sigue un diseño estructurado y simétrico. Además, éste se encuentra enmarcado entre una rica ornamentación y una profunda expresividad emocional típica de la época renacentista. En cuanto a su composición, el retablo está compuesto por varios tramos de forma simétrica. En el centro se encuentra la imagen principal de San Vicente Ferrer, quién recorrió ciudades y caminos de Occidente en favor de la paz y la unidad de la Iglesia, predicando a pueblos innumerables el Evangelio de la penitencia y la venida del Señor. La figura de este santo, al igual que el resto de figuras de esta obra, busca inspirar piedad y devoción en el espectador, pues la temática de la religiosidad en la época renacentista pretende reflejar la profunda devoción y el ambiente de la Contrarreforma.
La colocación de una representación de Jesús en su proceso de crucifixión encima de la imagen principal enfatiza la importancia religiosa de la escena, junto a este, a la izquierda, es posible observar a la Virgen María vestida con un manto de color azul que simboliza pureza y su conexión con lo divino.
Debajo de ésta, a los pies de Jesucristo, se encuentra María Magdalena. Ésta es discípula de Jesús y va vestida con un manto de color verde que representa realeza y fertilidad. Su cabello es rojizo, rasgo que para los antiguos celtas indicaba aristocracia.
Por último, a la derecha, se encuentra Juan el Apóstol, hermano de Jacobo, hijo de Zebedeo. Éste formaba parte del círculo íntimo de Jesús y tuvo un papel importante en la iglesia primitiva.
En cuanto al resto de escenas, se trata de representaciones del santo realizando predicaciones, milagros o incluso es posible observar su propia muerte y por tanto, su enterramiento. Cada una de estas escenas está ricamente detallada y pintada con colores vibrantes para destacar la importancia espiritual y la devoción asociadas con la vida de San Vicente Ferrer.
En la obra citada es posible observar un aspecto intrigante de la vida de Miguel del Prado es su posible origen castellano, y es que, aunque no hay pruebas concluyentes que respalden esta teoría, algunos investigadores sugieren que su estilo artístico podría haber sido influenciado por las tradiciones artísticas de Castilla, lo que añade una dimensión adicional a la comprensión de su obra.

## Interpretación

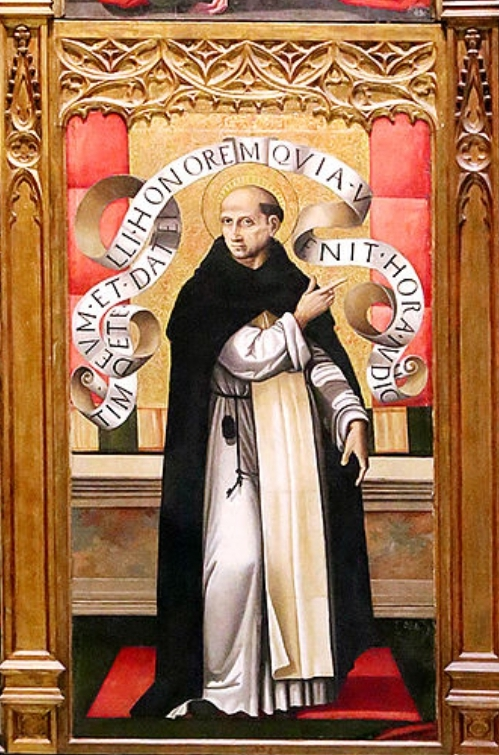

Se observa a San Vicente Ferrer representado en cada una de las escenas. En la escena central encontramos a dicho Santo con el dedo levantado, ya que a San Vicente Ferrer se le conoce como el santo del “dedito”, pues según la leyenda obró varios milagros alzando su dedo. Además, éste aparece con una filacteriaque dice “timete deum, et date illi honorem quia venit hora iudici eius”, que quiere decir “temed a Dios y dadle gloria, porque ha llegado la hora de su juicio”. Esto se debe a que este santo predicaba mucho alrededor de que el Apocalipsis estaba cerca.
En la parte superior encontramos a Jesús en su proceso de crucifixión. A su izquierda encontramos a Juan el Apóstol, el autor del Evangelio. A la derecha a la Virgen María y debajo a María Magdalena.
Por otro lado, en la parte superior izquierda se encuentra una escena en la que aparece representado el santo realizando la predicación a los fieles.
En la parte superior derecha aparece una escena de San Vicente Ferrer haciendo el milagro de la multiplicación de los alimentos.
En la parte central izquierda se observa una escena del santo realizando un exorcismo
En la parte central derecha se presenta una escena que trata la muerte de San Vicente Ferrer, donde también aparece un difunto que resucita tocando su hábito. Esto hace referencia a los milagros de resurrección que hizo el santo citado.
Por último, las cinco escenas inferiores representan los distintos milagros realizados por el santo durante su vida: En la primera aparece representado el santo Jerónimo penitente. La segunda es confusa, ya que podría tratarse del apocalipsis del cordero con el libro del Apocalipsis donde se describen siete sellos que serán abiertos antes del regreso de Jesucristo a la tierra, o quizá se trate de una simple representación de Cristo con un ángel y el evangelio. En la tercera escena aparece el enterramiento de Cristo. En la cuarta escena aparece San Francisco de Asís teniendo la visión mística. En la última escena aparece Juan el Bautista.
A raíz del ilustre reconocimiento que tuvo en la ciudad de Aviñón en el año 1398, Vicente Ferrer comenzó a peregrinar por diversas ciudades de Europa con el objetivo de realizar distintos viajes de predicación. Durante estos viajes era acompañado por un séquito de penitentes que se azotaban las espaldas como purga de sus pecados. El santo solía viajar en asno y alojarse en los conventos de frailes dominicos de las ciudades y pueblos en donde predicaba. Multitud de ermitas y altares recuerdan anécdotas históricas sobre la multitud de milagros realizados por el propio santo en su largo camino de predicación.

## Autor
Miguel del Prado es un enigma dentro del panorama del arte renacentista español. Aunque se sabe poco sobre su vida y obra, su nombre ha sido asociado con varias pinturas y proyectos artísticos en Valencia durante el primer cuarto del siglo XVI. Una de las colaboraciones más destacadas en las que se le ha mencionado es junto al pintor Miguel Esteve en la decoración de una iglesia en Valencia.
A pesar de estos escasos registros documentales, la figura de Miguel del Prado ha capturado el interés de los historiadores del arte y los investigadores debido a las numerosas preguntas sin respuesta que rodean su identidad y su contribución al mundo artístico. Sin embargo, algunas fuentes afirman que éste fue bautizado como “Maestro del Grifo” por Elías Tormo en 1932 a partir de la atribución del Retablo de San Vicente Ferrer del Museo de Bellas Artes de Valencia debido a que, según Lenadro de Saralegui, la manera de representar a los personajes masculinos se repite en otras obras como la Disputa con los Doctores de la Iglesia de Santo Tomás.
La falta de claridad en la cronología y el estilo de Miguel del Prado ha llevado a sugerencias de que algunas de las obras que se le han atribuido podrían ser en realidad obras de Miguel Esteve. Esta teoría se basa en la falta de pruebas concretas que vinculen de manera inequívoca a Miguel del Prado con las obras en cuestión, así como en la presencia dominante de Miguel Esteve en el panorama artístico de Valencia en la época renacentista.
Además, la muerte de Miguel del Prado ha sido objeto de especulación y controversia. Se cree que falleció en 1521 durante la Batalla de Gandía, un conflicto relacionado con el movimiento de las Germanías en Valencia. Sin embargo, las fechas y circunstancias exactas de su muerte no están claras, lo que añade una capa adicional de misterio a su historia.
En conclusión, Miguel del Prado representa un caso fascinante de las complejidades y desafíos asociados con la investigación del arte renacentista español. Su vida y obra están rodeadas de incertidumbre y especulación, lo que ha generado un debate continuo entre los expertos y ha alimentado el interés público en su historia. A pesar de las limitaciones de la documentación disponible, la figura de Miguel del Prado sigue siendo un tema de estudio y discusión en el campo del arte histórico.